# 마츠무라 히토미
마츠무라 히토미(일본어: 松村 瞳, 1981년 9월 27일 ~ )는 일본의 골프 선수이다. 구마모토현 구마모토시 출신이다.

## 외부 리크
- 마츠무라 히토미